# ネ0 (エンジン)

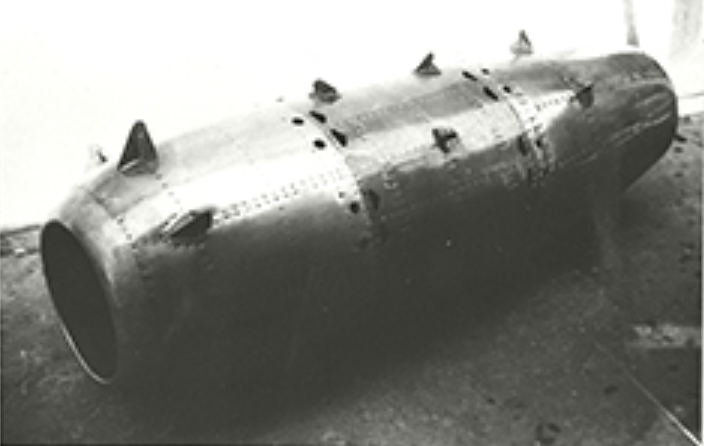
ネ0（エンジン）

ネ0とは、川崎航空機（以下川崎）が開発したラムジェットエンジンである。本稿では、同時期に製作されたネ1、ネ2、ネ3、ネ4についても解説する。

## 概要
1942年（昭和17年）、第二陸軍航空技術研究所（以下二航研）にて複数のジェットエンジンの開発が開始されたが、そのうちの川崎が提案した補助エンジン4種がネ1 - 4である。ネ0は、それらタービンジェットに先立ち基礎技術研究を目的として製作された。

## 開発
第二次世界大戦の戦線激化に伴い、前線ではより高性能なプロペラ機が所望されたが、その中でジェットエンジンが注目されるに至った。海軍が「TR」と呼ばれるターボジェットエンジンの開発を開始したのとほぼ同時期に、陸軍および東京大学航空研究所（以下東航研）にも専門の部門が作られ研究を開始した。
陸軍二航研から林貞助技師を指名して、1年間の任期（嘱託）でジェットエンジンの開発にあたるよう指令があり、1942年11月中旬、川崎の部下9名を率いたチームが開発に着任した。東航研発案の主エンジン用ネ101モータージェットおよびネ201ターボプロップに加えて、補助エンジン用のモータージェットおよびターボジェットの開発を決定した。エンジンの形式の特性がわからないため、双方とも圧縮機を軸流式と遠心式の2種製作することとし、コントラ2段軸流式のモータージェット「ネ1」、1段遠心式モータージェット「ネ2」、3段軸流式ターボジェット「ネ3」、1段遠心式ターボジェット「ネ4」と、基礎研究用ラムジェット「ネ0」の5種を同時並行試作することになった。
約半年で図面がおおむね完成というかなりの速さで作業が行われ1943年（昭和18年）11月にはネ0が完成、12月23日に九九式双発軽爆撃機の爆弾架に懸架され空中運転を実施。その後複数回飛行し一応の成果を収めたとされる。飛行試験終了後は放置されたが、1944年（昭和19年）7月に二航研に機体ごと引き渡されている。
ネ0の試験終了後はネ1からネ4の4種のうちネ3、ネ4の2種に研究の重点が置かれ、試作機による地上運転試験が行われた。しかし、戦局の悪化とドイツからのエンジン資料の入手もあって、1944年7月の試作整理によりこれら川崎のジェットエンジンはすべて開発中断となり、終戦までに空中試験の実施に至らずに終わった。林技師は戦後、「この中断がなければ、昭和十九年八～九月頃にはネ4による日本最初のターボジェット推進飛行を実施しえたものをと、今もって痛恨にたえぬ」と述べている。

## 諸元
データの出典

### ネ0
- 形式：ラムジェット
- 全長：2,100mm
- 最大断面部内径：600mm
- 推力：60kg（高度2,800m）
- 空気流量：8.1kg/s（高度2,800m）[7]
- 圧縮比：1.12（高度5,800m、550km/h）[6]

### ネ1
- 形式：モータージェット
- 圧縮機：コントラ型2段軸流式
- 翼車後端よりジェットノズルまでの長さ：1,050mm
- 外殻外径：600mm
- 推力：185.5kg×2（高度2,800m）
- 空気流量：10.4kg/s（高度2,800m）[7]

### ネ2
- 形式：モータージェット
- 圧縮機：1段遠心式
- 推力：150kg（計画）[6]

### ネ3
- ネ3（エンジン）形式：ターボジェット
- 全長：2,321mm
- 外殻外径：760mm
- 全備重量：309kg+（外殻重量）
- 圧縮機：3段軸流式
- タービン：1段軸流式
- 推力：348kg（高度2,800m）

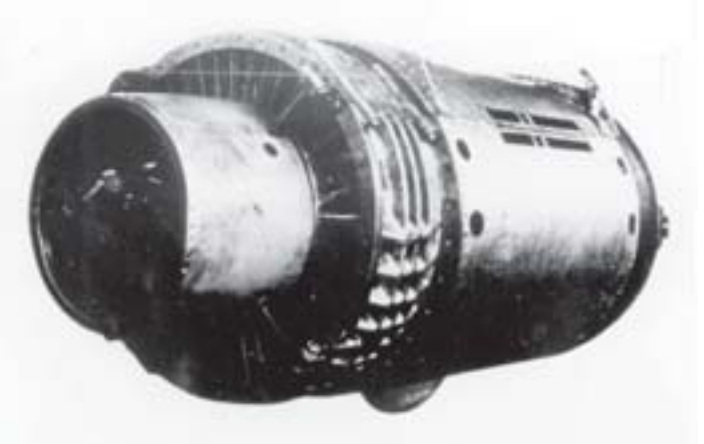
ネ3（エンジン）

- 空気流量：14.9kg/s（高度2,800m）[7]
- 圧縮比：1.71（5,800m、550km/h）[6]
- 回転数：8,300rpm（高度2,800m）[8]

### ネ4
- 形式：ターボジェット
- 全長：1,700mm
- 外殻外径：750mm
- 全備重量：270kg+（外殻重量）
- 圧縮機：1段遠心式
- タービン：1段軸流式
- 推力：276kg（高度2,800m）
- 空気流量：10.35kg/s（高度2,800m）[7]
- 圧縮比：1.98（5,800m、550km/h）[6]
- 回転数：1,100rpm（高度2,800m）[8]